# علی باقرزاده
علی باقرزاده (۱۱ تیر ۱۳۰۸، مشهد - ۱۹ آذر ۱۳۹۵، مشهد)، با تخلُّص بقا شاعر، ادیب، نویسنده، بازرگان، نیکوکار و مقام‌دار دانشگاهی ایرانی بود که برای قطعه‌سروده‌هایش شهرت فراگیر یافت.

## زندگی
زادهٔ ۱۱ تیر ۱۳۰۸ در مشهد در خانواده‌ای بازرگان مهاجر یزدی‌تبار؛ پدرش (علی‌اکبر) همراه پدربزرگش (علی‌اصغر) از یزد به شوروی مهاجرت کرد. جیحون یزدی دایی پدر او بوده‌است. علی‌اکبر پس از انقلاب ۱۹۱۷ روسیه به ایران بازگشت و ساکن مشهد شد و در ۱۳۲۶ درگذشت، علی تنها پسر خانواده، مسئول معاش شد و سرپرستی مادر و ۷ خواهر را بر عهده گرفت. در تجارت‌خانهٔ چای پدری‌اش به خودآموختگی روی آورد و نتوانست رسماً به تحصیل دانشگاهی بپردازد. به هنگام کار، زبان‌های انگلیسی و عربی را در مدرسه‌های «ایران» و «مهدیه حاجی عابدزاده» آموخت. محمدتقی ادیب نیشابوری و قاسم رسا دو تن از استادان برجستهٔ او بوده‌اند.
باقرزاده در تیرماه ۱۳۳۰ ازدواج کرد. در سال ۱۳۴۶ به سرپرسی شرکت قند ثابت خراسان (کارخانه قند فریمان) رسید و ۳۷ سال عضو هیئت مدیرهٔ آن بود و سرمایه‌گذاری‌هایی در امور مختلف انجام داد. در ۱۳۳۵ حج گذارد، از این رو به حاج علیشهرت گرفت. از سال ۱۳۴۰ به سفرهایی به آمریکا، اروپای شمالی و شرقی، آسیا، آفریقا و عراق همراه قاسم رسا رفت. پس از فوت پدر، زمین ارثی پدری‌اش در بخش جلگه‌رخ، شهرستان تربت حیدریه روستای علاقه را آبادان ساخت. در سال‌های ۱۳۵۷ و ۱۳۵۸ مدیر اداره اتاق بازرگانی و صنایع بازرگانی در استان خراسان بود و سپس استعفا داد و مشاور افتخاری آن‌جا شد. در سال ۱۳۷۸ به عضویت هیئت امنای دانشگاه فردوسی مشهد و در سال ۱۳۸۰ به عضویت هیئت امنا و رئیس هیئت مدیره بنیاد دانشگاهی فردوسی درآمد. او همچنین به نیکوکاری و ساخت مدرسه و خوابگاه دانشجویان پرداخت، دو مدرسه در روستای علاقه، چند مدرسه و یک هنرستان در منطقهٔ ۵ مشهد ساخت. کتابخانهٔ غنی ۳۰۰۰ جلدی خود را نیز وقف آستان قدس رضوی نمود. او دارای پنج فرزند و چهارده نوه بود.

باقرزاده با محمدعلی جمال‌زاده، غلام‌حسین یوسفی، حسین خدیو جم، احمد گلچین معانی، اخوان ثالث، شفیعی کدکنی و محمدرضا حکیمی ودیگران دوستی و مراوده داشت؛ در پژوهش‌ها، بررسی‌های ادبی و شعر خود با آنان گفتگوها، اخوانیات و مکاتبات داشته‌است. بعدها در پیامی که در ۶ شهریور ۱۳۹۲ برای بزرگداشت رسمی باقرزاده در فرهنگسرای فردوسی مشهد برگزار شد، او را «یکی از بازماندگان کم‌شمار مجموعه‌ای از شاعران چیره‌دست» دانست که «همواره حرمت و کرامت شعر و شاعری را پاس‌داشته و زبان گویا و طبع روان را جز به راه نیکی و راستی به کار نگرفته‌است.»

علی باقرزاده در عصر ۱۹ آذر ۱۳۹۵ در منزل خود بر اثر ایست قلبی در مشهد درگذشت. تشییع و خاک‌سپاری او در ۲۰ آذر ۱۳۹۵ در مشهد برگزار شد و پیکرش در پیرامون آرامگاه فردوسی در مقبره الشعرای توس دفن شد. سید علی خامنه‌ای تسلیت‌نامه‌ای در پی درگذشت او نگاشت و باقرزاده را «شاعری شیرین‌سخن، انسانی نیک‌اندیش و رفیقی باصفا» نامید؛ آشنایی او با باقرزاده به سال‌های ۱۳۲۶–۲۷ش/ ۱۹۴۷–۴۸م در «انجمن ادبی فردوسی» (یا نگارنده) برمی‌گردد.

## آثار
۲۵ مقاله نگاشت. آیینهٔ بقا اثری است که دربارهٔ او نگاشته شده‌است که ایده و مقدمهٔ آن از محمدرضا شفیعی کدکنی است و به کوشش محمدجعفر یاحقی گردآمده است. بقای شعر دیگر اثری است که گردآوری آن همزمان با درگذشت او انجام گرفت. اشعار باقرزاده نخست در روزنامه‌های یغما و نیز برخی کتب درسی چاپ شده‌اند. فنون شعری‌اش قالب‌های قصیده، غزل، قطعه، مثنوی، چهارپاره، ترکیب‌بند، رباعی و شعر نیمایی بود اما بیشتر در قطعه‌سرایی شهرت یافت. سبک او را حکمی و اندرزی بیان کرده‌اند. آثار او:
- لطیفه‌ها: دربارهٔ حاضرجوابی‌های شاعران، چاپ نخست ۱۳۴۲/ ۱۹۶۳م؛
- زندگی‌نامه و شعر عبدالوهاب طراز یزدی
- ده مقاله: به‌عنوان بخشی از کتاب سال مشهد در ۱۳۶۵/ ۱۹۸۶م چاپ شد.
- چهل حدیث، ترجمهٔ منظوم چهل حدیث رضوی: چاپ به‌نشر، نخست در ۱۳۶۵/ ۱۹۸۶م.
- نسیمی از دیار خراسان: گزیدهٔ اشعارش چاپ ۱۳۶۵/ ۱۹۸۶م
- یاد مادر: شامل آثار برتر اندیشمندان دربارهٔ مادر، چاپ ۱۳۷۲ / ۱۹۹۳م
- زلال بقا: دیوان شعر او
- سفری به مسکو و سن پترزبورگ: سفرنامه و خاطره‌نامهٔ او، با اشتراک حسین رزم‌و چاپ ۱۳۷۹ش/ ۲۰۰۰م
- سیر آفاق: سفرنامه‌اش به کشورهای گوناگون.
- بزم محبت: اشعار مدح و مرثیهٔ او دربارهٔ اهل بیت، به درخواست همسرش آن را گردآورد.[۱]

## اشعار
زاهدی مرد و در بهشت برین
شد به پاداش کرده جای گزین
رفت روزی به گوشهٔ دوری
به هر گشت و گذار با حوری
دید همسایهٔ جوانش را
که بس آزرده بود جانش را
می‌چمد بر فراز ابر سپید
با نگاری به روی چون خورشید
در کفش ساغری پر از صهبا
در برش دلبری چو گل زیبا
فارغ البال گرم کار خود است
سرخوش از وصل گل عذار خود است
گفت با حور این چه راز بود
از چه وی در نعیم و ناز بود
گر که پاداش بد به جز بد نیست
علت این رفاه و راحت چیست
حور گفتش چو نیک در نگری
زو نبینی سیاه بخت تری
ز آن که آن دلبری که در بر اوست
هست بی رخنه از اشارت دوست
شیشه می که زو سرافرازست
سر آن بسته و تهش باز است
کرده تغییر جای روزنها
مانده او با هزار غم تنها
نه و راهست شربتی در جام
نه تواند ز یار گیرد کام
نیک بختان روزگار (بقا)
شادکامند اگر به دیدهٔ ما
جمله هستند همچو آن مسکین
از درون تلخ و از برون شیرین